# Jean-Baptiste Massillon
Jean Baptiste Massillon (Hyères, 24 de junho de 1663 – Beauregard-l'Évêque, 28 de setembro de 1742) foi um religioso francês, pregador e bispo de Clermont desde 1717 até sua morte.

## Biografia

### Primeiros anos
Massillon nasceu em Hyères, na Provença, onde seu pai era tabelião real. Aos dezoito anos ingressou no Oratório francês e lecionou por algum tempo nos colégios de sua congregação em Pézenas, em Montbrison e no Seminário de Vienne. Com a morte de Henri de Villars, arcebispo de Vienne, em 1693, ele foi contratado para fazer um discurso fúnebre, e este foi o início de sua fama. Em obediência ao Cardeal de Noailles, Arcebispo de Paris, ele deixou a Abadia Trapista de Sept-Fons, para a qual se aposentou, e se estabeleceu em Paris, onde foi colocado à frente do famoso Seminário Oratoriano de São Magloire.

### Carreira
Massillon logo ganhou uma ampla reputação como pregador e foi selecionado para ser o pregador do Advento na corte de Versalhes em 1699. Ele foi feito bispo de Clermont em 1717, e dois anos depois foi eleito membro da Académie française. Os últimos anos de sua vida foram passados no fiel desempenho de seus deveres episcopais; sua morte ocorreu em Clermont em 18 de setembro de 1742. Massillon desfrutou no século 18 uma reputação igual à de Jacques-Bénigne Bossuet e de Louis Bourdaloue, e foi muito elogiado por sua eloquência por Voltaire, D'Alembert e espíritos semelhantes entre os enciclopedistas.
A popularidade de Massillon se deu provavelmente porque em seus sermões ele dá pouca ênfase a questões dogmáticas, mas trata geralmente de assuntos morais, nos quais os segredos do coração humano e os processos da razão do homem são descritos com sentimento poético. Ele geralmente foi contrastado com seu predecessor Bourdaloue, este último tendo o crédito de denúncia vigorosa, Massillon, de persuasão gentil. Além do Petit Carême, sermão que ele proferiu perante o jovem rei Luís XV da França em 1718, seus sermões sobre o filho pródigo, sobre o pequeno número de eleitos, sobre a morte, no dia de Natal e no quarto domingo do Advento, pode ser citado talvez como suas obras-primas. Seu discurso fúnebre sobre o rei Luís XIV da França só é notado agora pela frase de abertura: "Dieu seul est grand" (Somente Deus é grande). Mas, na verdade, Massillon é singularmente livre de desigualdade. Seu grande poder literário, sua reputação de benevolente e sua conhecida tolerância e aversão às disputas doutrinárias fizeram com que ele fosse considerado muito mais favoravelmente do que a maioria dos religiosos pelos filósofos do século XVIII.
A primeira edição das obras completas de Massillon foi publicada por seu sobrinho, também oratoriano (Paris, 1745-1748), e sobre isso, na ausência de manuscritos, as reimpressões sucessivas foram baseadas. A melhor edição moderna é a do Abbé Blampignon (Paris, 1865–1868, 4 vols.; nova ed. 1886).

## Obras
- 'Sermons from Bishop Jean-Baptist Massillon'.
- 'Massillon's Sermons for All the Sundays'.